# Beiers voetbalkampioenschap 1913/14
In 1913/14 werd het negende Beiers voetbalkampioenschap gespeeld, dat georganiseerd werd door de Zuid-Duitse voetbalbond. De competitie was als Ostkreisliga een voorronde van de Zuid-Duitse eindronde. 
SpVgg Fürth werd opnieuw autoritair kampioen. De eerste twee thuiswedstrijden tegen Wacker München en VfB Nürnberg werden respectievelijk met 10-0 en 10-1 gewonnen. Voor het eerst had de club ook succes in de eindronde, waar ze kampioen werden en zo naar de nationale eindronde ging. De club versloeg Prussia-Samland Königsberg, Berliner BC 03 en plaatste zich voor de finale. Hierin versloeg de club VfB Leipzig en kroonde zich tot landskampioen.

## 1. Liga Ostkreis
| Plaats | Club                      | Wed. | W  | G | V  | Saldo | Ptn.  |
| ------ | ------------------------- | ---- | -- | - | -- | ----- | ----- |
| 1.     | SpVgg Fürth               | 14   | 11 | 1 | 2  | 62:18 | 23:5  |
| 2.     | 1. FC Nürnberg            | 14   | 7  | 2 | 5  | 38:23 | 16:12 |
| 3.     | FC Pfeil Nürnberg         | 14   | 7  | 2 | 5  | 27:21 | 16:12 |
| 4.     | MTV 1879 München          | 14   | 7  | 2 | 5  | 27:24 | 16:12 |
| 5.     | FA Bayern im Münchener SC | 14   | 6  | 3 | 5  | 17:16 | 15:13 |
| 6.     | VfB Nürnberg              | 14   | 4  | 3 | 7  | 22:42 | 11:17 |
| 7.     | Kickers Würzburg          | 14   | 3  | 3 | 8  | 21:42 | 9:19  |
| 8.     | FC Wacker München         | 14   | 3  | 0 | 11 | 17:45 | 6:22  |

|  | Geplaatst voor Zuid-Duitse eindronde |